# Чуреймохк
Чуреймохк — покинутый аул в Чеберлоевском районе Чеченской Республики.

## География
Аул расположен на берегу реки Нежилойахк, к востоку от районного центра Шаро-Аргун.
Ближайшие населённые пункты: на северо-западе — бывшие аулы Багинаул и Нежелой, на северо-востоке — бывшие аулы Арапоаул и Париаул, на юго-востоке — бывшие аулы Бекейаул и Ачалой, на юго-востоке — бывший аул Чубах-Кенерой.

## История
В 1944 году коренное население Чечено-Ингушетии было выселено. После восстановления Чечено-Ингушской АССР чеченцам было запрещено возвращаться в свои исконные горные районы, в том числе в Галанчожский, Шатойский и Итум-Калинский.